# آرتاشس بابالیان
آرتاشس آدامی بابالیان (ارمنی: Արտաշես Ադամի Բաբալյան؛ زاده ۱۷ نوامبر ۱۸۸۶ – درگذشته ۱ اوت ۱۹۵۹) سیاست‌مدار و پزشک اهل ارمنستان بود.

## زندگی‌نامه
آرتاشس بابالیان در سال ۱۸۸۶ میلادی (۱۲۶۵ خورشیدی) در شهر شوشی جمهوری آرتساخ به دنیا آمد. پس از کسب تحصیلات متوسطه در مدرسهٔ روسی عازم سوئیس گردید و تحصیلات عالیه را در رشتهٔ پزشکی در ژنو کسب نمود. پس از بازگشت به منطقهٔ قفقاز به فعالیت در زمینهٔ پزشکی و سیاسی پرداخت و به واسطه نقش عمده ای که در نجات جان سربازان ایفا نمود و موفق به کسب نشان «صلیب گریگوری» از دولت روسیه گردید. در زمان جمهوری اول ارمنستان ۱۹۲۱–۱۹۱۸ (۱۳۰۰–۱۲۹۷) آرتاشس بابالیان به عضویت در پارلمان ارمنستان درآمد و سپس به معاونت وزارت کار و کشاورزی منصوب گردید. در زمان اشغال کارص (واقع در ارمنستان غربی) توسط قوای دولت عثمانی آرتاشس بابالیان به اسارت درآمد و پس از آزادی در سال ۱۹۲۱ (۱۳۰۰) به ایران مهاجرت نمود. وی به مدت سه سال در تبریز و چهار سال در زنجان با سمت پزشک ارتش خدمت نمود و سپس در ۱۹۲۸ (۱۳۰۷) ساکن تهران گردید. وی بار دیگر در زمان جنگ جهانی دوم و اشغال ایران توسط ارتش متفقین دستگیر و پس از دو سال آزاد گردید. بالیان در کنار فعالیت‌های حرفه ای خویش و مداوای بیماران، به فعالیت‌های سیاسی و اجتماعی پرداخت و در سال ۱۹۵۹ میلادی (۱۳۳۸ خورشیدی) در تهران درگذشت.